# Drosophila bipectinata
Drosophila bipectinata este o specie de muște din genul Drosophila, familia Drosophilidae, descrisă de Oswald Duda în anul 1923. Conform Catalogue of Life specia Drosophila bipectinata nu are subspecii cunoscute.